# Буевский, Тарас Борисович
Тара́с Бори́сович Буе́вский (род. 23 июня 1957, Харьков) — советский и российский композитор. Сын советского и украинского композитора Б. Н. Буевского.

## Биография
Родился 23 июня 1957 года в городе Харьков.
В 1989 году окончил Московскую государственную консерваторию имени П. И. Чайковского, в 1991 году — аспирантуру Московской консерватории (педагоги Т. Н. Хренников, Э. В. Денисов).
Отличительной чертой авторского мышления является раскованность творческой фантазии, свободное, подчас парадоксальное соединение музыкальных, а иногда и немузыкальных инструментов для достижения свежих звучностей и реализации неожиданных замыслов, яркая образная сфера и разнообразие музыкальных жанров. Произведения Буевского исполняли многие известные музыканты и деятели современной культуры, такие как: дирижеры — Василий Синайский, Владимир Понькин, Франк Штробель, Арильд Риммерайт, Сергей Скрипка, исполнители — Александр Корнеев, Юрий Тканов, Роман Минц, Алексей Уткин, Вероника Кожухарова, Изабелла Петросян, Виталия Любимская, ансамбль «Барокко». Романсы и эстрадные песни исполняли Сергей Безруков, Виталий Безруков, Александр Писаренко, Тамара Гвердцители, Ренат Ибрагимов и др.
Среди сочинений: оперы «ARIA.RU», посвященная матерям погибших солдат (по мотивам «Эпитафии» Я. Рицоса), «Костяная нога или Байки Лукоморья» на оригинальное либретто, балет «Джульетта без любви» на оригинальное либретто, три симфонии, симфоническая сюита «Эйзенштейн-линия», «Omen» — поэма для большого симфонического оркестра, симфоническая картина «Чёрная луна», «Отзвуки Света» — симфония для струнного оркестра, «Дыхание тишины» для камерного оркестра, хоры на тексты православных молитв, на стихи Кароля Войтылы (папы Иоанна Павла II), на стихи Леонида Киселёва, на собственные оригинальные тексты, разнообразные по жанрам произведения для камерных ансамблей, инструментов соло, электроакустические композиции, а также пьесы с необычными сочетаниями академических и неакадемических концертных инструментов, дающее новые яркие тембральные звучания.

## Список произведений
- две оперы
- балет
- две симфонии
- произведения для симфонического оркестра:
- «Post Scriptum» для симфонического оркестра,
- «Эйзенштейн-линия» сюита для симфонического оркестра,
- «Omen» для симфонического оркестра,
- симфоническая картина «Старый колокол»,
- «Отзвуки Света» для струнного оркестра,
- «Ракурсы» камерная симфония для ударных, трубы, 2-х роялей и механических приспособлений,
- Камерно-инструментальные произведения
- Два струнных квартета,
- «Дыхание Тишины» для камерного оркестра,
- «Ciao, Antonio» для флейты, гобоя, скрипки, виолончели, клавесина и бытового магнитофона,
- «Das Kolophonium» для 12 виолончелей,
- «Серебряные гласы» для 4-х труб,
- «Largo recitare» для скрипки и магнитофонной ленты,
- «Sensus Sonoris» для флейты и ударных,
- произведения для разных составов исполнителей, для инструментов соло и в сопровождении фортепиано.
- произведения для хора, романсы, песни.
- Электронные композиции.
- Музыка к кинофильмам, телеспектаклям, мультфильмам (более 30 работ)
- Литературные труды и исследования:
- Пьесы для драматического театра, повести, рассказы, эссе, сборник стихов и афоризмов,
- Либретто для 4-х опер и балета.

## Награды и призы
- Почётная грамота Президента Российской Федерации (21 августа 2017 года) — за большие заслуги в развитии отечественной культуры и искусства, средств массовой информации, многолетнюю плодотворную деятельность[4].
- Член Правления Союза московских композиторов с 2007 года, вице-президент Гильдии композиторов Союза кинематографистов России.
- Лауреат международного конкурса «Концертино-Прага» (1974), Лауреат всесоюзного конкурса молодых композиторов (1986), Стипендиат Берлинской академии искусств (1995), Специальный приз Российского телевидения ТЭФИ-99 за фильм «Дом мастера» (1999), Лауреат конкурса Большого театра на создание оперы и балета, опера «Костяная нога или Байки Лукоморья» (2008).
- Лауреат VI Всероссийского кинофестиваля короткометражных фильмов «Семья России» в номинации лучшая песня о семье (2009), Специальный диплом Светланы Савицкой и звание «Серебряное перо Руси» за произведение «Богу от …» (2009), Лауреат Первого Всероссийского открытого конкурса композиторов «Молодая классика» (2010), Благодарность Министра культуры РФ за большой вклад в развитие культуры, многолетнюю плодотворную работу (2011).
- Призёр V Открытого Всероссийского конкурса композиторов «Хоровая лаборатория XXI век. Музыка для детей и юношества» (2012), Лауреат I, III, IV Конкурсов композиторов классической и современной академической музыки (2009, 2011, 2012).

## Фильмография

### Немое кино
- 1928 — Дом в сугробах
- 1928 — Дом на трубной
- 1929 — Старое и новое

### Основная фильмография
1. 1992 — Капитан Пронин — внук майора Пронина
2. 1993 — Капитан Пронин в Америке
3. 1993 — Умирает душа
4. 1994 — Капитан Пронин в опере
5. 1995 — Жить до страха и боли…
6. 1999 — Иван Мозжухин, или Дитя карнавала
7. 2001 — Люди и тени: Секреты кукольного театра
8. 2002 — Повелитель луж
9. 2004 — Всё начинается с любви
10. 2005 — Тебе, не знавшему меня
11. 2005 — Мафия собирается в полночь
12. 2013 — Это твой день